# Sakira Ventura Quintana

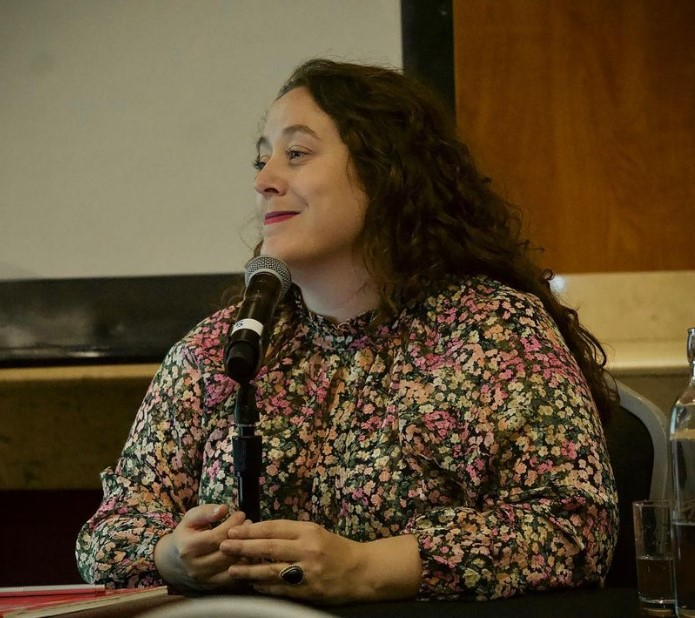
Sakira Ventura.

Sakira Ventura Quintana (Sagunto, 1 de julio de 1993) es una musicóloga, divulgadora y profesora valenciana. Es conocida por su trabajo de investigación el Mapa de Creadoras de la Historia de la Música y por su perfil en redes sociales como svmusicology.

## Trayectoria profesional
Sakira Ventura se tituló en el Conservatorio Superior de Música Joaquín Rodrigo de Valencia en 2018. Posteriormente realizó un Máster en Patrimonio Musical en la Universidad Internacional de Andalucía. Desde 2024 es Doctora en Humanidades, Artes y Educación por la Universidad de Castilla-La Mancha.
Ganó presencia en los medios de comunicación a raíz de la publicación, en julio de 2020, del Mapa interactivo de las Creadoras de la Historia de la Música, donde figuran más de medio millar de mujeres músicas desde el siglo IX. Este mapa es una herramienta interactiva que permite localizar geográficamente a mujeres compositoras, a través de las cuales se accede a una ficha con información personal y obras musicales de cada una de ellas. 
El objetivo de este proyecto era poner en relieve la figura y papel histórico de las mujeres compositoras, sobre todo en épocas en las que éstas han sido invisibilizadas e infrarrepresentadas en el mundo académico. Ha denunciado que este hecho sigue siendo una realidad en los planes de estudio actuales y que debería impartirse materias que contaran con la óptica feminista y aplicando la perspectiva de género.
El éxito del Mapa de Creadoras le ha permitido realizar conferencias y participar en congresos internacionales como ponente y conferenciante  e impartir cursos de formación al profesorado. A través de Ibermúsicas, en 2024 realizó cursos de profesorado y diversas conferencias en la Universidad de Chile, Biblioteca Nacional de Chile, Universidad de Concepción (Chile), Pontificia Universidad Católica de Valparaíso y en Ciudad de México mediante ARLAC.  Ha colaborado con instituciones como el Instituto de las Mujeres, la Universidad de Oviedo, CEFIRE o la Universidad de Granada  en España,y ha realizado conferencias internacionales en Panamá y Manizales (Colombia). Universidades internacionales como Universidad McGill (Canadá), Christ's College (Cambridge), y Universidad de Kentucky (Estados Unidos) han incorporado el mapa a sus aulas como recurso didáctico.
El mapa de compositoras también ha servido como herramienta didáctica, recurso académico y como un medio de difusión nacional de compositoras por medios nacionales como RTVE, Onda Cero, Las Provincias, ABC (periódico), e internacionales como The Guardian, The Strand o Classic FM. Su trabajo de divulgación a través del mapa va acompañado de publicaciones periódicas en revistas como Ritmo (revista española) y Platea Magazine.